# Akció-kalandjáték
Az akció-kalandjáték (angolul: action-adventure game) olyan videójáték-műfaj, amely ötvözi az akció- és a kalandjáték-elemeket. Tág és vegyes műfaj lévén sok olyan játékot is tartalmaz, amelyeket szűkebb műfajba lehetne sorolni. Az első akció-kalandjátéknak az Atari 2600-ra 1978-ban megjelent Adventure videójátékot tekintik; ebben a kalandjátékokra jellemző történetvezetés mellett az akciójátékok mintájára a játékos harcolni is tud. A műfajba tartozó legnépszerűbb videójáték-sorozatok a The Legend of Zelda és a Tomb Raider.